# Aki Aleong
Assing Aleong, detto Aki (Port of Spain, 19 dicembre 1934 – Los Angeles, 22 giugno 2025), è stato un attore trinidadiano naturalizzato statunitense.

## Filmografia parziale

### Cinema
- Un urlo nella notte (No Down Payment), regia di Martin Ritt (1957)
- Sacro e profano (Never So Few), regia di John Sturges (1959)
- I commandos dei mari del sud (Operation Bikini), regia di Anthony Carras (1963)
- Addio al re (Farewell to the King), regia di John Milius (1989)
- Poliziotto in blue jeans (Kuffs), regia di Bruce A. Evans (1992)
- La prova (The Quest), regia di Jean-Claude Van Damme (1996)

### Televisione
- Hong Kong – serie TV, episodi 1x03-1x24 (1960-1961)
- The Wackiest Ship in the Army – serie TV, episodio 1x25 (1966)
- Così gira il mondo (As the World Turns) (1981-1983)
- Visitors (V) (1984-1985)
- General Hospital (1985-1986)
- Babylon 5 (1994)
- Beverly Hills 90210 (1995)